# Autotraducció
L'autotraducció és la traducció d'un text de partida a un text destinació per part de l'autor del text de partida. L'autotraducció es troba en diversos contextos d'escriptura i és particularment interessant en el camp literari. La pràctica de l'autotraducció ha cridat l'atenció dels estudiosos sobretot de l'inici del segle, a l'estela d'intenses recerques en el camp de la traducció no autorial en el vintè segle. L'autotraducció és reconeguda com a branca especial de la traductologia almenys des del 1998, data de la publicació de la primera edició de la Routledge Encyclopedia of Translation Studies.

## Tipus d'autotraducció
L'autotraducció pot derivar d'una activitat regular de l'autor, o d'una experiència del tot ocasional, deguda a una multiplicitat de motius. Aquesta darrera confirmació és representada, per exemple, de James Joyce, que autotraduí en italià dos passos del seu "Work in Progress" (en seguit intitulat "Finnegans Wake"). Altres confirmacions rellevants són les autotraduccions de Stefan George i Rainer Maria Rilke.
L'autotraducció pot verificar-se algun temps després de la conclusió de l'original o durant el procés de creació, així que les dues versions es desenvolupen gairebé simultàniament i poden afectar-se mútuament.
L'autotraducció pot implicar també més d'una llengua d'arribada, nativa o adquirida. És aquest el cas d'escriptors com ara Fausto Cercignani, Alejandro Saravia i Luigi Donato Ventura.

## L'autotraducció a Espanya
És freqüent l'autotraducció entre els escriptors en català, basc i gallec. Entre els més coneguts hi ha els escriptors Carme Riera, Manuel Rivas i Bernardo Atxaga.